# Astronomsko društvo Polaris
Astronomsko društvo Polaris je koroško astronomsko društvo v Sloveniji.
Društvo je nastalo leta 2000. Znano je po organizaciji astronomskih dogodkov na področju Koroške. Društvo sodeluje s Pedagoško fakulteto v Mariboru.